# 牧製本印刷
牧製本印刷（まきせいほんいんさつ）は、日本の製本会社。
上製本（ハードカバー本）製本会社としては日本を代表する企業。
松岳社、三水舎とともに広辞苑の製本を担当。六法全書の製本も担当している。文庫本の厚さの限界と思われる、ちくま学芸文庫『言海』の担当も当社である。
- 製造品目：辞典、百科事典、美術書などの上製本。
- 主な取引先：岩波書店、講談社、小学館、学研、光文社など。

| スタブアイコン | サブスタブ | この項目は、まだ閲覧者の調べものの参照としては役立たない、企業に関連した書きかけの項目です。この項目を加筆・訂正などしてくださる協力者を求めています（PJ:経済）。 |